# Amphisbaena talisiae
Espèce
Amphisbaena talisiae est une espèce d'amphisbènes de la famille des Amphisbaenidae.

## Répartition
Cette espèce est endémique du Mato Grosso au Brésil. Elle se rencontre dans la Serra da Pitomba.

## Publication originale
- Vanzolini, 1995 : A new species of Amphisbaena from the state of Mato Grosso, Brasil (Reptilia: Amphisbaenia: Amphisbaenidae). Papéis Avulsos de Zoologia, São Paulo, vol. 39, n. 10, p. 217-221.